# Rencilla
Rencilla es una banda panameña de hardcore punk, que se inicia el 10 de marzo de 1997, por Justo Villalaz (guitarra & coros) y Ramphis Samudio (batería).

## Historia
Rencilla nace el 10 de marzo de 1997 por músicos de trayectoria dentro de la escena subterránea Panameña.
Durante su carrera han lanzado 5 producciones, Rencilla (demo 1997), Euforias Masivas (2001), Pies de Loto (2003), Solo los fuertes sobreviven / 10 años Hardcore CD+DVD (2007), Familia (2014), 20 Años Hardcore (Video en vivo en Festival Mupa) (2017) y Cadáveres (2020).
Han realizado varias giras internacionales a México (DF, Guadalajara, Toluca, Tampico, Querétaro y Monterrey), Costa Rica y Colombia.
Rencilla ha compartido tarima con bandas internacionales como: Misfits, Pennywise, Madball, Sick of it all, A.N.I.M.A.L., 2 Minutos, Carajo, Comeback Kid, etc.
Ha ganado 3 veces los Premios Panamá Rock en la Categoría de “Mejor Banda Rock Pesado”,  además, se posiciona entre las bandas más influyentes y gustadas de Panamá.  En marzo de 2017, Rencilla recibió de parte de la Alcaldía de Panamá un reconocimiento por su trayectoria en el rock nacional.

## Integrantes

### Actuales
- Justo Villalaz - Guitarra y coros
- Durmada Damana Das - Voz
- Jorge Isaac Lopez - Batería
- Irene Villalaz - Bajo
- Pedro Caicedo - Guitarra Lead

### Anteriores
- Diego Monteverde (1997 - 2001)
- José Ángel “Josi” Urribarri (2001 - 2003)
- Ignacio “Nacho” Molino (2001 - 2004)
- Ramphis Samudio (1997 -2015)
- Germán Santamaría (2012 -2015)

## Discografía
- Euforias Masivas (2001)
- Pies de Loto (2003)
- 10 Años Hardcore... Sólo Los Fuertes Sobreviven (CD/DVD) (2007)
- Familia (2014)
- Presente (2017)
- Cadáveres (2020)